# Le May-sur-Èvre
Le May-sur-Èvre ist eine französische Gemeinde mit 3.878 Einwohnern (Stand: 1. Januar 2022) im Département Maine-et-Loire in der Région Pays de la Loire. Sie gehört zum Arrondissement Cholet und ist Mitglied im Gemeindeverband Cholet Agglomération. Die Einwohner werden Maytais(es) genannt.
Die Gemeinde erhielt 2023 die Auszeichnung „Zwei Blumen“, die vom Conseil national des villes et villages fleuris (CNVVF) im Rahmen des jährlichen Wettbewerbs der blumengeschmückten Städte und Dörfer verliehen wird.

## Geografie

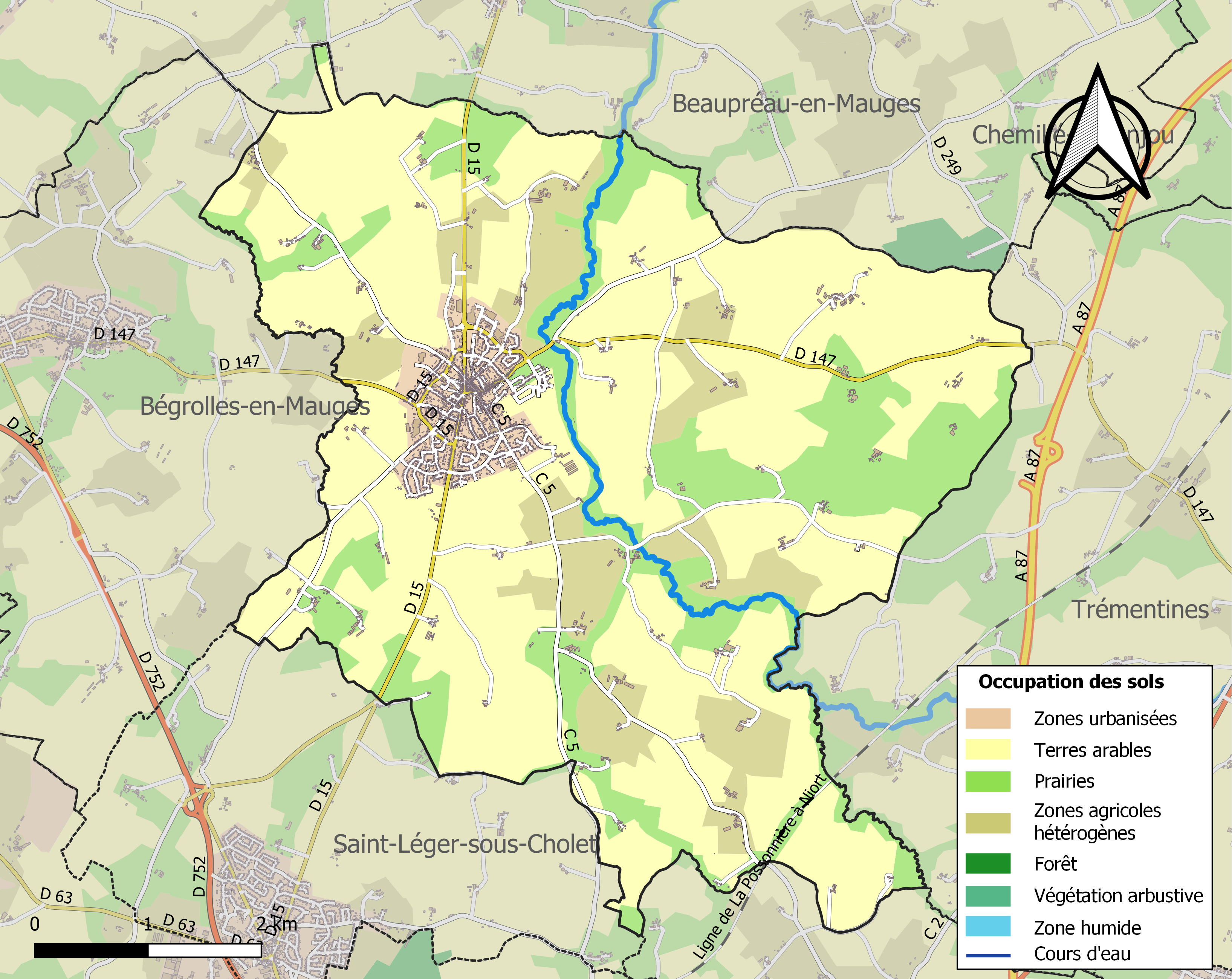
Bodennutzung und Infrastruktur der Gemeinde (2018)

Le May-sur-Èvre liegt etwa neun Kilometer nördlich von Cholet und etwa 45 Kilometer südwestlich von Angers in der Région naturelle Mauges und im Südwesten  der historischen Provinz Anjou. Die Gemeinde befindet sich im Einzugsgebiet der Loire und wird vom Èvre und vom Beuvron durchquert. Die Èvre tritt in das Gemeindegebiet im Osten in westlicher Richtung ein und schwenkt nahe des Zentrums auf Nord um. Der Beuvron durchquert das westliche Gemeindegebiet in nordwestlicher Richtung. Nebenflüsse der Èvre und des Beuvron entwässern die Gemeinde: der Ruisseau de Saint-Thibert, der Ruisseau du Grand Millet, der zeitweise trockenfallende Ruisseau la Forêt Bonamy, der Ruisseau de Montbault, der Ruisseau le Cazeau, der Ruisseau de l’Épinette, der Ruisseau de Chanteloup und verschiedene kleinere Bächen.
Etwa 95 % der Fläche der Gemeinde werden landwirtschaftlich genutzt, der Anteil an bebauter Fläche beträgt etwa 5 %.
Umgeben wird Le May-sur-Èvre von den Nachbargemeinden Beaupréau-en-Mauges im Norden und Nordosten, Trémentines im Osten, Cholet im Süden, Saint-Léger-sous-Cholet im Süden und Südwesten sowie Bégrolles-en-Mauges im Westen.

## Geschichte
Der ursprüngliche Name des Ortes war Ulmetum. Das deutet darauf hin, dass hier noch vor dem Einfall von anderen Volksstämmen zu Zeiten der Völkerwanderung, d. h. noch vor dem fünften nachchristlichen Jahrhundert bereits eine (gallo)römische Siedlung bestand. Erst 1882 wurde der Ort Le May mit dem heutigen Namen benannt. Zuvor sind Bégrolles-en-Mauges 1850 und Saint-Léger-sous-Cholet 1863 in die Selbständigkeit entlassen worden.

## Bevölkerungsentwicklung
| Le May-sur-Èvre: Einwohnerzahlen von 1793 bis 2020                                                                         | Le May-sur-Èvre: Einwohnerzahlen von 1793 bis 2020 | Le May-sur-Èvre: Einwohnerzahlen von 1793 bis 2020 | Le May-sur-Èvre: Einwohnerzahlen von 1793 bis 2020 | Le May-sur-Èvre: Einwohnerzahlen von 1793 bis 2020 |
| --- | -------------------------------------------------- | -------------------------------------------------- | -------------------------------------------------- | -------------------------------------------------- |
| Jahr |                                                    |                                                    |                                                    | Einwohner                                          |
| 1793 | 1793                                               |                                                    | 3.442                                              | 3.442                                              |
| 1800 | 1800                                               |                                                    | 2.271                                              | 2.271                                              |
| 1806 | 1806                                               |                                                    | 2.668                                              | 2.668                                              |
| 1821 | 1821                                               |                                                    | 2.955                                              | 2.955                                              |
| 1831 | 1831                                               |                                                    | 3.315                                              | 3.315                                              |
| 1836 | 1836                                               |                                                    | 3.215                                              | 3.215                                              |
| 1841 | 1841                                               |                                                    | 3.296                                              | 3.296                                              |
| 1846 | 1846                                               |                                                    | 3.458                                              | 3.458                                              |
| 1851 | 1851                                               |                                                    | 2.691                                              | 2.691                                              |
| 1856 | 1856                                               |                                                    | 2.668                                              | 2.668                                              |
| 1861 | 1861                                               |                                                    | 2.606                                              | 2.606                                              |
| 1866 | 1866                                               |                                                    | 2.103                                              | 2.103                                              |
| 1872 | 1872                                               |                                                    | 2.080                                              | 2.080                                              |
| 1876 | 1876                                               |                                                    | 2.139                                              | 2.139                                              |
| 1881 | 1881                                               |                                                    | 2.051                                              | 2.051                                              |
| 1886 | 1886                                               |                                                    | 2.012                                              | 2.012                                              |
| 1891 | 1891                                               |                                                    | 1.972                                              | 1.972                                              |
| 1896 | 1896                                               |                                                    | 2.008                                              | 2.008                                              |
| 1901 | 1901                                               |                                                    | 1.976                                              | 1.976                                              |
| 1906 | 1906                                               |                                                    | 2.069                                              | 2.069                                              |
| 1911 | 1911                                               |                                                    | 1.986                                              | 1.986                                              |
| 1921 | 1921                                               |                                                    | 1.822                                              | 1.822                                              |
| 1926 | 1926                                               |                                                    | 1.936                                              | 1.936                                              |
| 1931 | 1931                                               |                                                    | 2.056                                              | 2.056                                              |
| 1936 | 1936                                               |                                                    | 2.064                                              | 2.064                                              |
| 1946 | 1946                                               |                                                    | 2.232                                              | 2.232                                              |
| 1954 | 1954                                               |                                                    | 2.622                                              | 2.622                                              |
| 1962 | 1962                                               |                                                    | 3.091                                              | 3.091                                              |
| 1968 | 1968                                               |                                                    | 3.383                                              | 3.383                                              |
| 1975 | 1975                                               |                                                    | 3.551                                              | 3.551                                              |
| 1982 | 1982                                               |                                                    | 3.806                                              | 3.806                                              |
| 1990 | 1990                                               |                                                    | 3.914                                              | 3.914                                              |
| 1999 | 1999                                               |                                                    | 3.891                                              | 3.891                                              |
| 2006 | 2006                                               |                                                    | 3.790                                              | 3.790                                              |
| 2013 | 2013                                               |                                                    | 3.953                                              | 3.953                                              |
| 2020 | 2020                                               |                                                    | 3.827                                              | 3.827                                              |
| Quelle(n): EHESS/Cassini bis 1999, INSEE ab 2006 Anmerkung(en): Ab 1962 offizielle Zahlen ohne Einwohner mit Zweitwohnsitz |                                                    |                                                    |                                                    |                                                    |

## Sehenswürdigkeiten
- Pfarrkirche Saint-Michel (genannt Der Riese der Mauges) aus dem 15. Jahrhundert, seit 1973 als Monument historique eingeschrieben
- Kapelle Saint-Tibère, vermutlich aus dem 16. Jahrhundert
- Kapelle Notre-Dame de Miséricorde, 1875 erbaut,
- Schloss Cazeau aus dem 15. und 16. Jahrhundert
- Schloss L’Ivoy aus dem 15. und 16. Jahrhundert
- Herrenhaus Les Fossés im Weiler La Poisetière aus der zweiten Hälfte des 15. Jahrhunderts
- Haus, genannt „La Bastille“, aus der zweiten Hälfte des 16. Jahrhunderts
- Weitere Häuser aus dem 17. bis 19. Jahrhundert
- Ehemalige Römerstraße

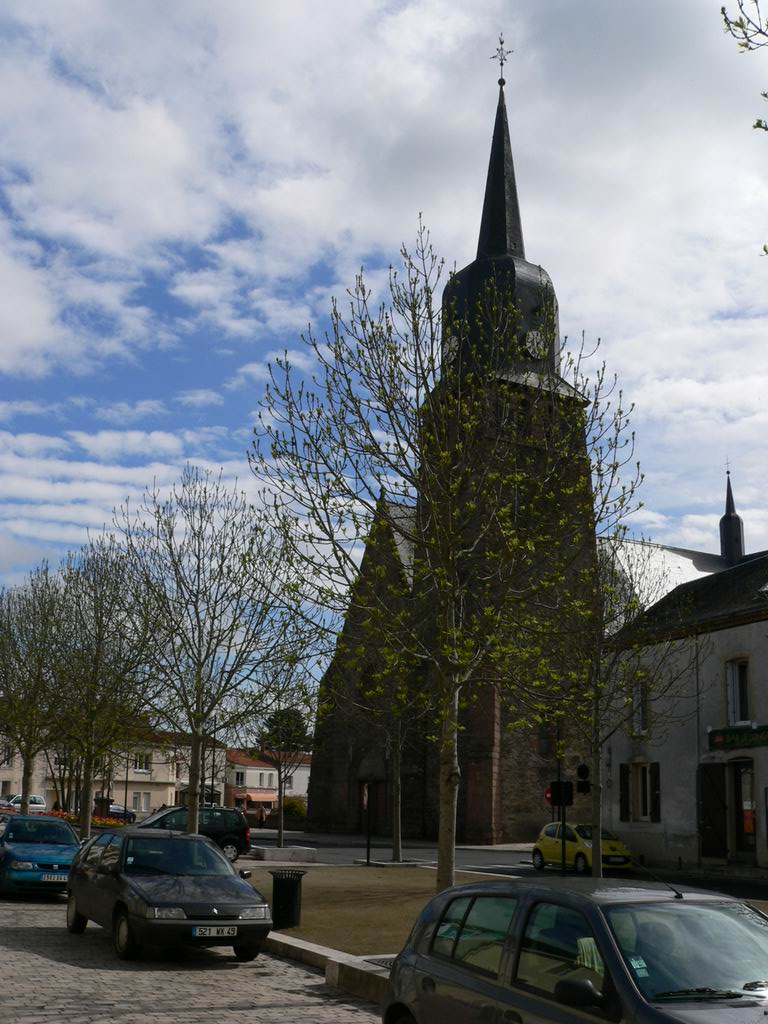
Pfarrkirche Saint-Michel
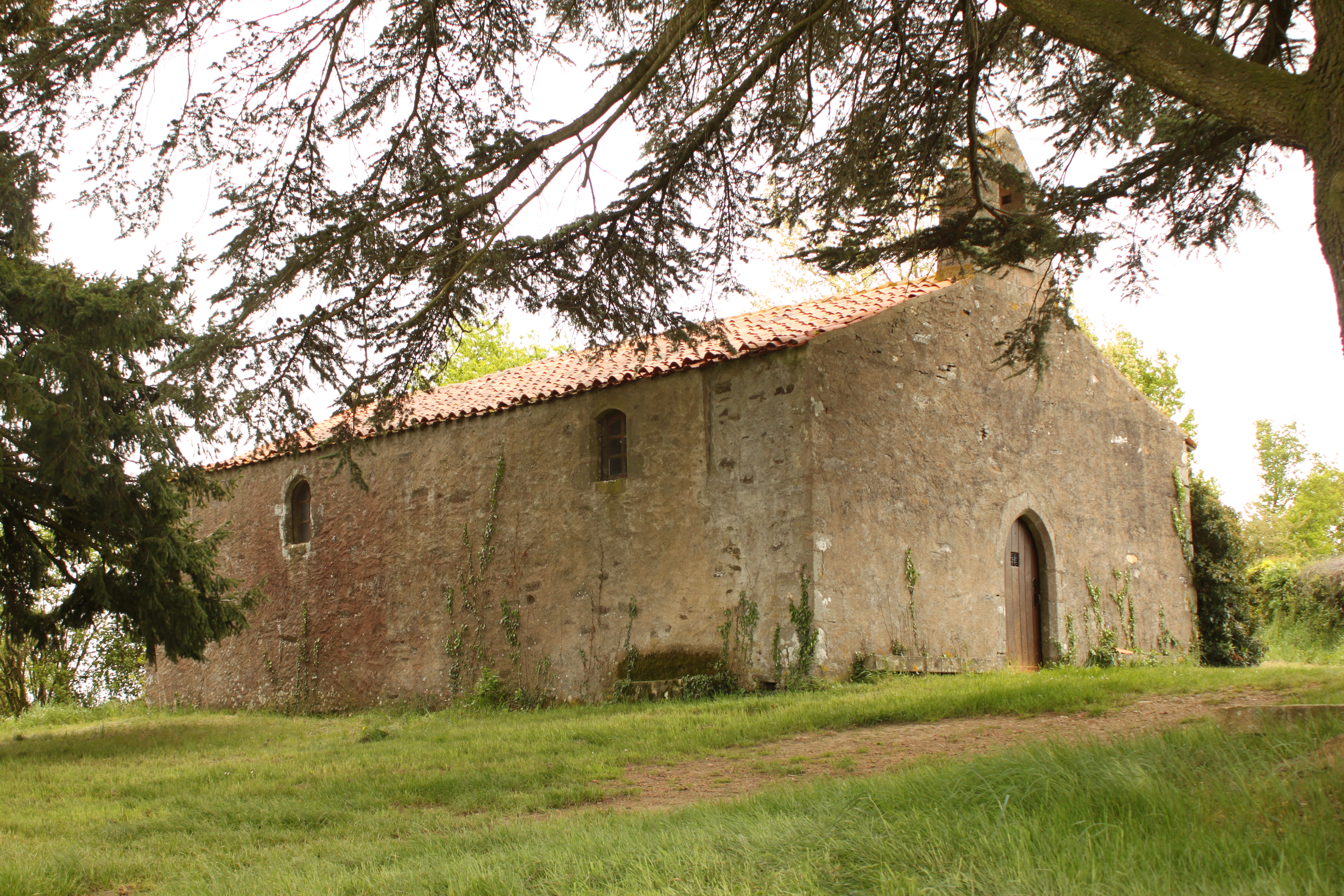
Kapelle Saint-Tibère
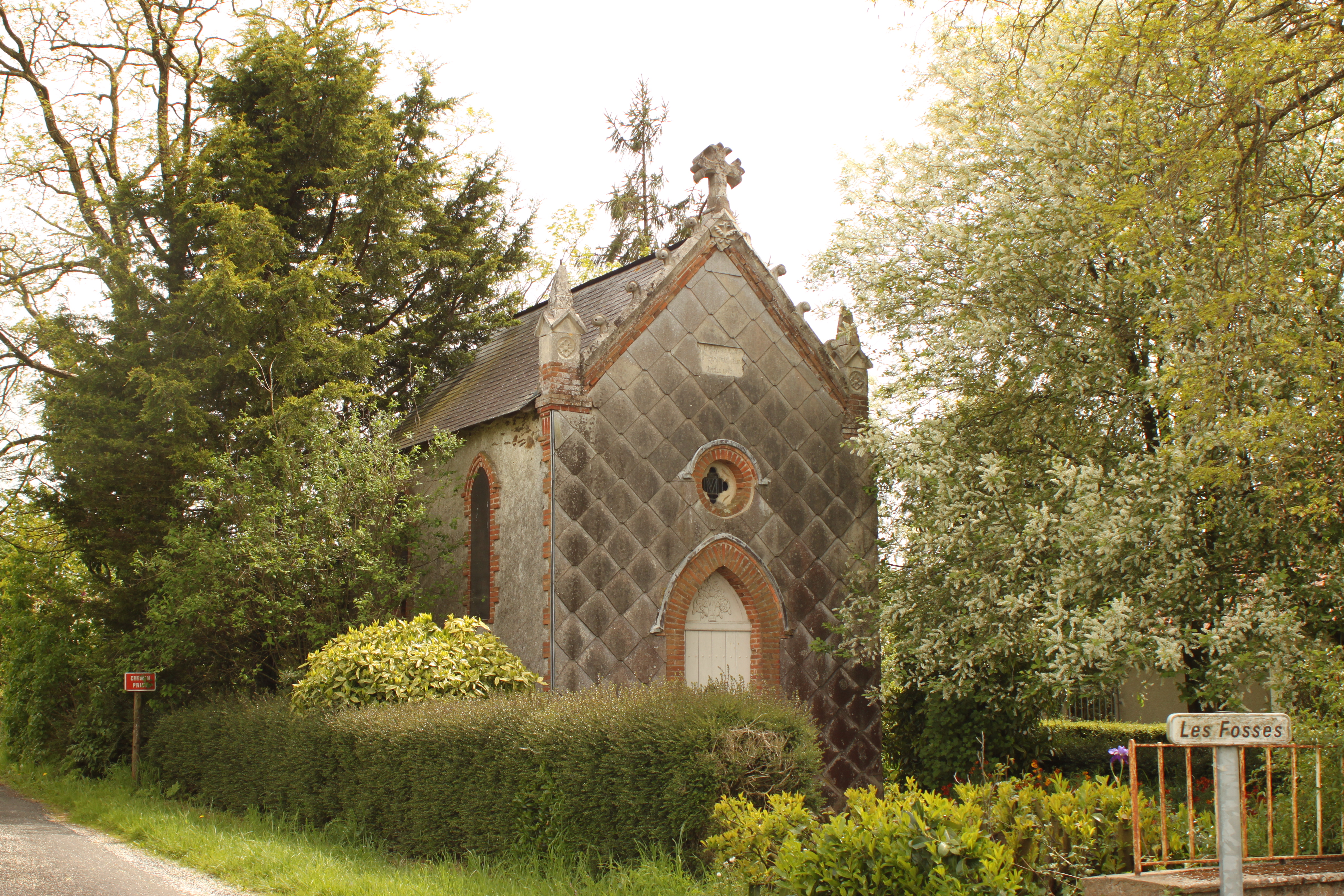
Kapelle Notre-Dame de Miséricorde

## Verkehr
Le May-sur-Èvre liegt abseits größerer Verkehrsachsen. Die Departementsstraße D 15 führt im Norden zu Ortsteilen von Beaupréau-en-Mauges, im Süden nach Saint-Léger-sous-Cholet. Die Departementsstraße D 147 verbindet Le May-sur-Èvre mit Sèvremoine über Bégrolles-en-Mauges im Westen. Nachgeordnete Departementsstraßen und lokale Landstraßen verbinden das Zentrum von Le May-sur-Èvre mit den Weilern und weiteren Nachbargemeinden. Eine Buslinie der Transportgesellschaft Choletbus des Gemeindeverbands verbindet die Gemeinde mit Cholet und Bégrolles-en-Mauges.

## Persönlichkeiten
- Guy Jacques Chouteau (1741–1812), französischer Politiker, hier geboren
- François-Charles Tharreau (1751–1829), französischer Politiker, hier geboren
- Alphonse Bossard (1885–1971), französischer Geistlicher, hier geboren
- Henri Coutet (1909–1999), französischer Schauspieler, hier verstorben